# Bérénice
Bérénice é uma tragédia do dramaturgo francês Jean Racine, representada, pela primeira vez, em 1670. Racine aparentemente escolheu o tema da separação do imperador romano Tito e de Berenice para concorrer com Pierre Corneille, que preparava no mesmo momento a peça Tite et Bérénice (Tite e Berenice).
Suetónio conta a história do imperador e da rainha da Palestina e de como Roma se opunha ao casamento, devendo Tito enviar Berenice de volta para sua casa. Racine eleva a ligação, sem deixar cair na banalidade, o amor de um Romano com a sua amante, ao nível de um amor absoluto e trágico.
A tragédia nasce do afrontamento: Tito não podia pôr em perigo sua missão à frente dos destinos de Roma em nome da paixão com Berenice. A peça sustentava ser possível proceder, por meio reviravoltas e golpes de teatro, a união e a separação das duas personagens.
Racine escolheu, ao contrário das tendências, a supressão de todos os eventos que poderia fazer sombra à ação única do drama: o anúncio, por Tito, da escolha que faz para romper com Berenice. No início da peça, Tito toma sua decisão; a ele resta fazer o anúncio a Berenice e ela deveria aceitar. A paixão jamais foi posta em causa e, em algum momento, a vida da personagem é posta em perigo, não havendo distração. A soberba arte de Racine consiste em « faire quelque chose à partir de rien » (fazer alguma coisa a partir do nada), como se lê no prefácio de Berenice; de criar no espectador «cette tristesse majestueuse qui fait tout le plaisir de la tragédie» (esta tristeza majestosa que faz todo o prazer da tragédia) a partir de um sujeito que o pode declarar numa frase.
A tensão chega ao paroxismo no final do quarto ato, quando Tito explica o drama que o separará de Berenice que, por seu lado, recusa a decisão que ele toma. Logo, o quinto ato mostra admiravelmente as duas personagens enfrentarem os seus destinos: contrariamente a outras personagens de Racine, Tito e Berenice aceitam a separação sem se refugiar na morte.
"Bérénice" quedou-se durante muito tempo num "purgatório" até ser reavivado no século XX. Hoje em dia, é uma das tragédias de Racine mais representadas, seguidas de Phèdre, Andromaque et Britannicus.

## Resumo da peça
Ato I. Antíoco confessa a um amigo o seu amor por Berenice. Essa, ignora-o e regozija-se do seu casamento próximo com Tito que acaba de ser nomeado Imperador.
Ato II. Tito reconhece que não poderá desposar Berenice porque ela não é Romana. Ele não encontra coragem para lhe falar.
Ato III. Por ordens de Tito, Antíoco explica a Berenice que o Imperador decidiu separar-se dela.
Ato IV. Tito confirma a Berenice a sua decisão. Essa contempla se entregar à morte.
Ato V. Berenice acaba por aceitar a decisão de Tito. Ela volta para a Palestina e reina sobre os seus Estados.